# Kiss Ernő (rendőr)
Kiss Ernő (1950 – 2016. március 17.) magyar rendőr dandártábornok, 2003 és 2007 között Budapest XIII. kerületének rendőrkapitánya. 2015 decemberében jogerősen négy és fél év börtönre ítélték befolyással való üzérkedés miatt.

## Rendőri pályafutása
Kiss Ernő 1970-ben lépett be a rendőrség állományába. 1996 és 1998 között a Központi Bűnüldözési Igazgatóság főigazgatójaként működött. 1998-ban az Országos Rendőr-főkapitányság (ORFK) bűnügyi főigazgatója lett. Erről a pozíciójáról még ugyanazon év december 31-én "egészségügyi okokból" leváltották, ekkor rendelkezési állományba került. Később visszahelyezték aktív szolgálatba, 2003-tól 2007-ig a XIII. kerület rendőrkapitánya volt.

## Konfliktusok személye körül

### Alkoholizmusa
1998-ban állítólag ittas állapotban levizelte az Országos Rendőr-főkapitányság (ORFK) Teve utcai főépületét. Az első magyarázata szerint "vízhajtó menedzsertablettát szedett", ezért kényszerült erre, de később visszavonta nyilatkozatát ügyvédjén keresztül, és az eset megtörténtét is tagadta.
2007 februárjában kétszer is ittas vezetésen kapták a rendőrök a III. kerületben, minek következtében elvették jogosítványát és autójának kulcsát. 2007 végén ittas vezetés és hatóság félrevezetése miatt indult ellene eljárás. A vád szerint 2007. november 23-án kerületi rendőrkapitányként részegen nekihajtott több parkoló járműnek, majd azt próbálta elhitetni a hatóságokkal, hogy ellopták az általa használt autót, és egy "alteregója" követte el a cselekményeket. Kiss tagadta bűnösségét, a vád mögött a rendőrségen belüli haragosait sejtette.
2010 márciusában a nyugalmazott dandártábornokra részegen, vérző fejjel és hiányos öltözettel találtak rá rendőrjárőrök a XII. kerületben. A magatehetetlen Kisst a Honvéd kórházba szállították kivizsgálásra. Kiss Ernő arra hivatkozott, hogy többszöri életveszélyes fenyegetés után megtámadták a nyílt utcán, és amikor megtalálták, nem volt részeg. Az eset után Forgács Imre igazságügy-miniszter határozatban eltiltotta az egyenruha és a rendfokozat viselésétől. Azonban 2011 őszén a Fővárosi Munkaügyi Bíróság, majd 2012 júliusában másodfokon a Fővárosi Törvényszék is semmisnek nyilvánította a határozatot arra hivatkozva, hogy egy efféle előterjesztést csak a köztársasági elnök tehetett volna meg.

### Vesztegetési ügye
2013. december 11-én Kisst a Központi Nyomozó Főügyészség őrizetbe vette és előzetes letartóztatásba helyezte "vesztegetést állítva elkövetett hivatali befolyással üzérkedés" vádjával. Kisst a Budapesti Közlekedési Zrt. korábbi vezérigazgatója, Kocsis István jelentette fel, aki ellen szintén eljárás folyt a BKV korrupciós ügyei kapcsán. Kocsis azt vallotta, hogy 2011-ben csaknem félmilliárd forintnak megfelelő eurót adott át Kissnek, hogy kapcsolatait felhasználva intézkedjen egy folyamatban lévő büntetőügyben. Tíz nappal letartóztatása után megszüntették Kiss előzetes fogva tartását. Kocsist és Kisst szembesítették egymással, a védőügyvédje szerint utóbbi kérésére. A két fél által előadott történet több ponton is egyezett egymással, de Kiss beismerő vallomást nem tett.
2015 júliusában Kiss Ernő első fokon három év börtönt kapott, amellett, hogy a bíróság három évre eltiltotta a közügyek gyakorlásától is, és 120 ezer euró erejéig vagyonelkobzást rendelt el. 2015. december 3-án a Fővárosi Ítélőtábla jogerősen négy és fél évre súlyosbította Kiss Ernő ítéletét. A bíróság öt évre eltiltotta a vádlottat a közügyek gyakorlásától is, és több mint 36 millió forint erejéig vagyonelkobzást rendelt el vele szemben. Kiss végig tagadta a vádat, állítása szerint nem vesztegetési pénzt vett át, hanem szaktanácsadói díjat.
2016 februárjában Kiss felülvizsgálati kérelmet nyújtott be a Kúriához, és azt kérte, hogy ügy lezárultáig ne kelljen börtönbe vonulnia. A Magyar Nemzet értesülése szerint 2016. március 16-án kérvényét elutasították. Másnap hajnalban Kiss szívinfarktust kapott és elhunyt.